# Gorge de Piottino
La gorge de Piottino (en italien Gola del Piottino ou Monte Piottino) est une gorge de la vallée de la Léventine dans le canton du Tessin en Suisse. La rivière Tessin la traverse et sépare la « haute Léventine » (en italien Alta Leventina) de la « moyenne Léventine » (en italien Media Leventina) par un dénivelé d'environ 150 mètres.

## Géographie

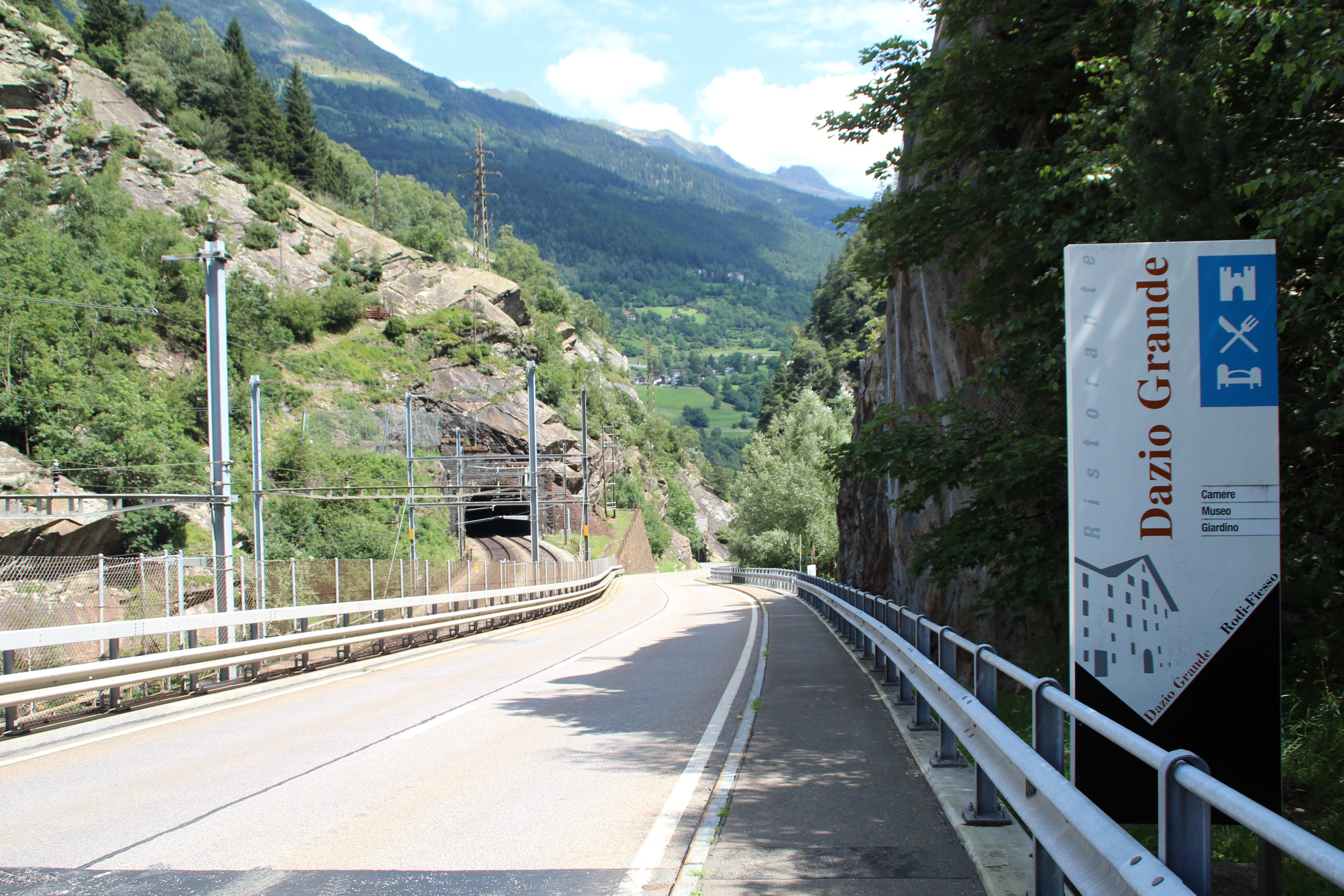
La gorge de Piottino en direction du sud.

En amont de la gorge se situe le village de Rodi-Fiesso dans la commune de Prato. À l'extrémité inférieure, dans l'ancienne commune d'Osco, il n'y a pas de zone habitée, car la vallée s'élargit ensuite. Le premier village rencontré plus bas est Faido.
La gorge de Piottino a toujours été un obstacle majeur sur la route du Gothard, car elle est très étroite et entourée de hauts rochers. Durant longtemps, elle a été évitée : la route quittait le fond de vallée à Faido, grimpait sur le plateau de Dalpe et Cornone jusqu'à Prato, pour revenir dans la vallée à Fiesso.
Ce n'est qu'à la fin du XIVe siècle qu'un chemin muletier à travers cette gorge a été tracé. En 1820, en raison de l'apparition de nouveaux moyens de transport, tels que la diligence, la construction d'une route carrossable a été lancée. En 2003, cette route a été rouverte au public après une restauration. Dans le cadre de ces travaux, l'ancien chemin muletier uranais (Strada Urana) a été également remis en état.

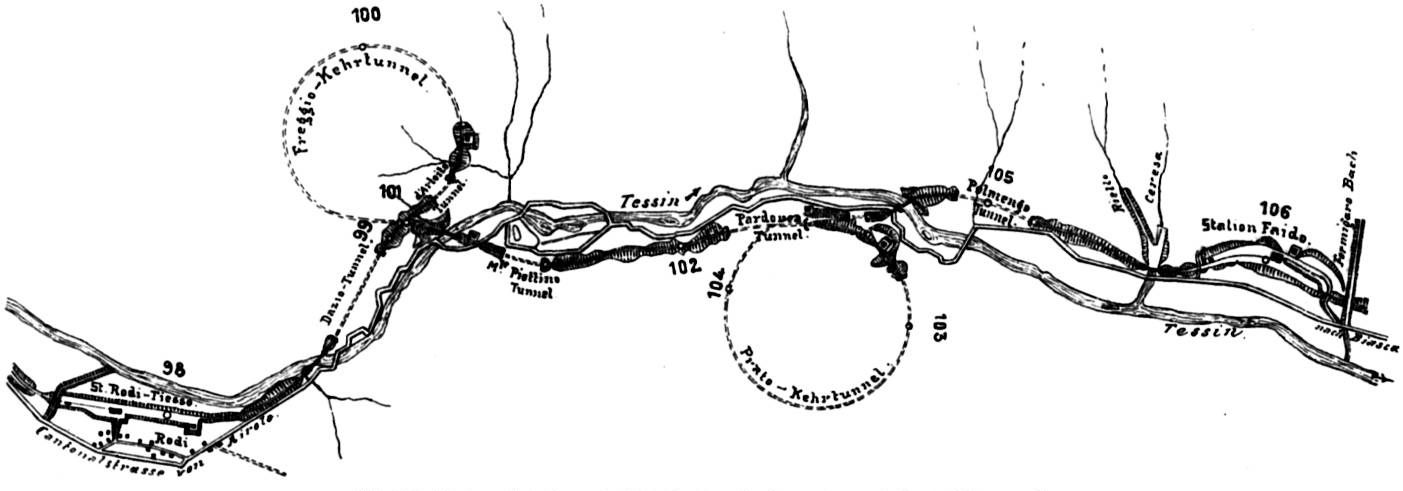
Le tracé de la ligne du Gothard dans la gorge de Piottino.

La Compagnie des chemins de fer du Gothard a construit les deux tunnels hélicoïdaux de Freggio et Prato pour surmonter le dénivelé causé par la gorge. L'autoroute A2 la surplombe par une suite de tunnels et de viaducs.

## Dazio Grande
À l'extrémité supérieure de la gorge se dresse le poste de douane rénové de Dazio Grande datant de l'époque où Uri régnait sur la Léventine ; des droits étaient prélevés sur les marchandises et des péages sur le nombre de bêtes de somme ou de personnes en transit.
Actuellement, une randonnée circulaire mène de l'ancienne douane à travers la gorge jusqu'au « pont du milieu » à l'extrémité inférieure et revient par la Strada Romana. Une petite exposition dans le Dazio Grande donne des informations sur le système de transport sur le Gothard.

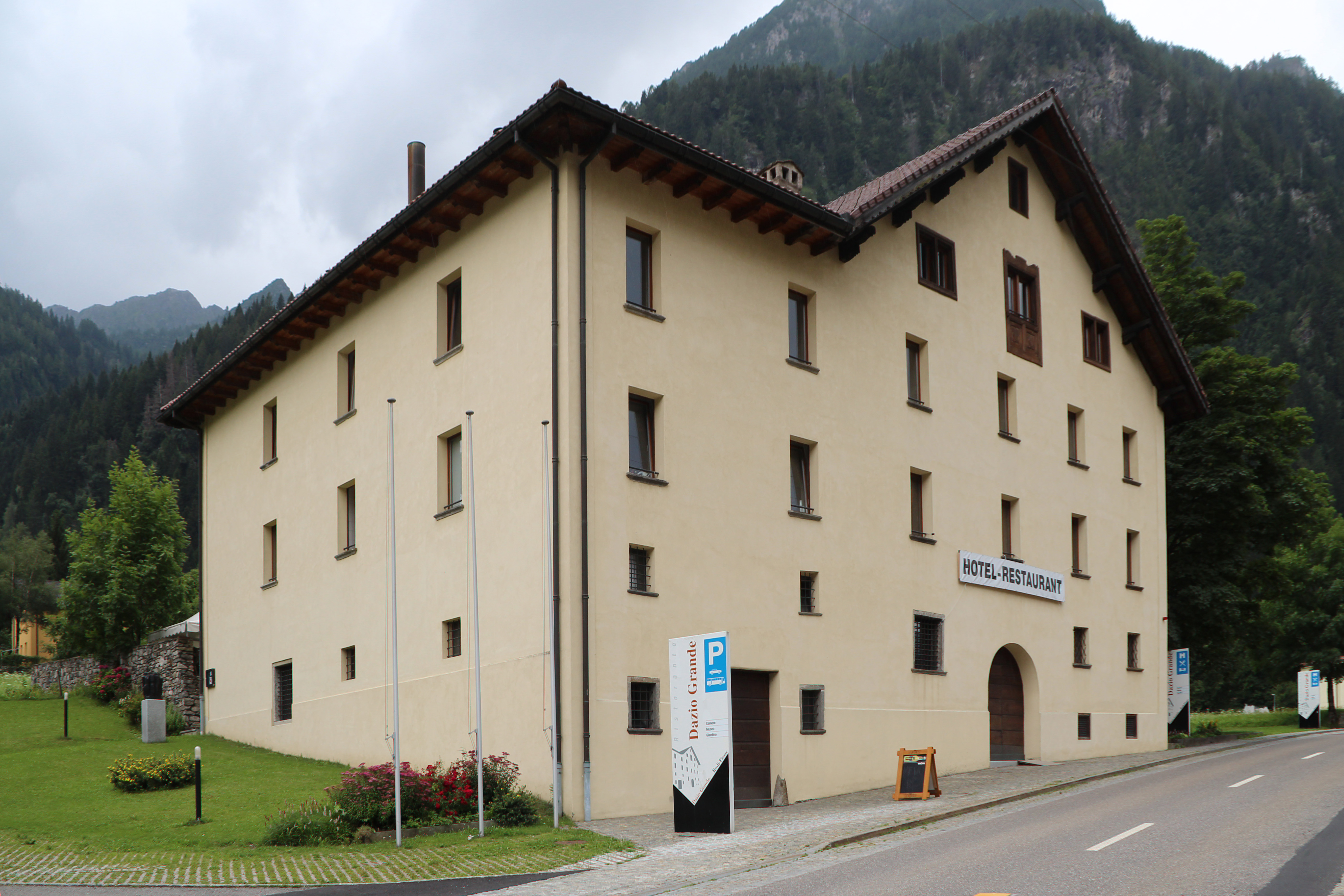
Dazio Grande.
La maison derrière les ponts ferroviaire et routier, photo CFF, non datée.
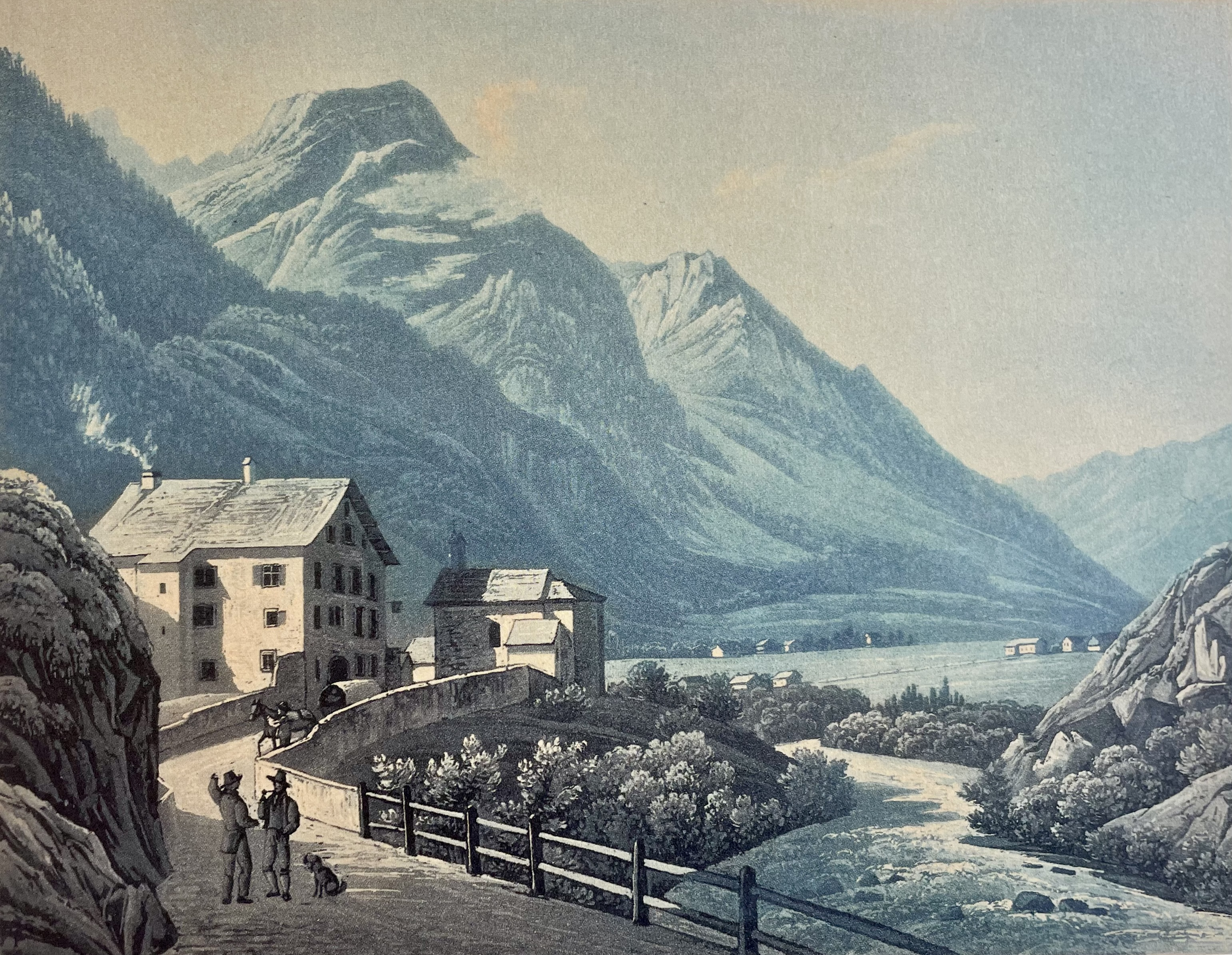
1833.
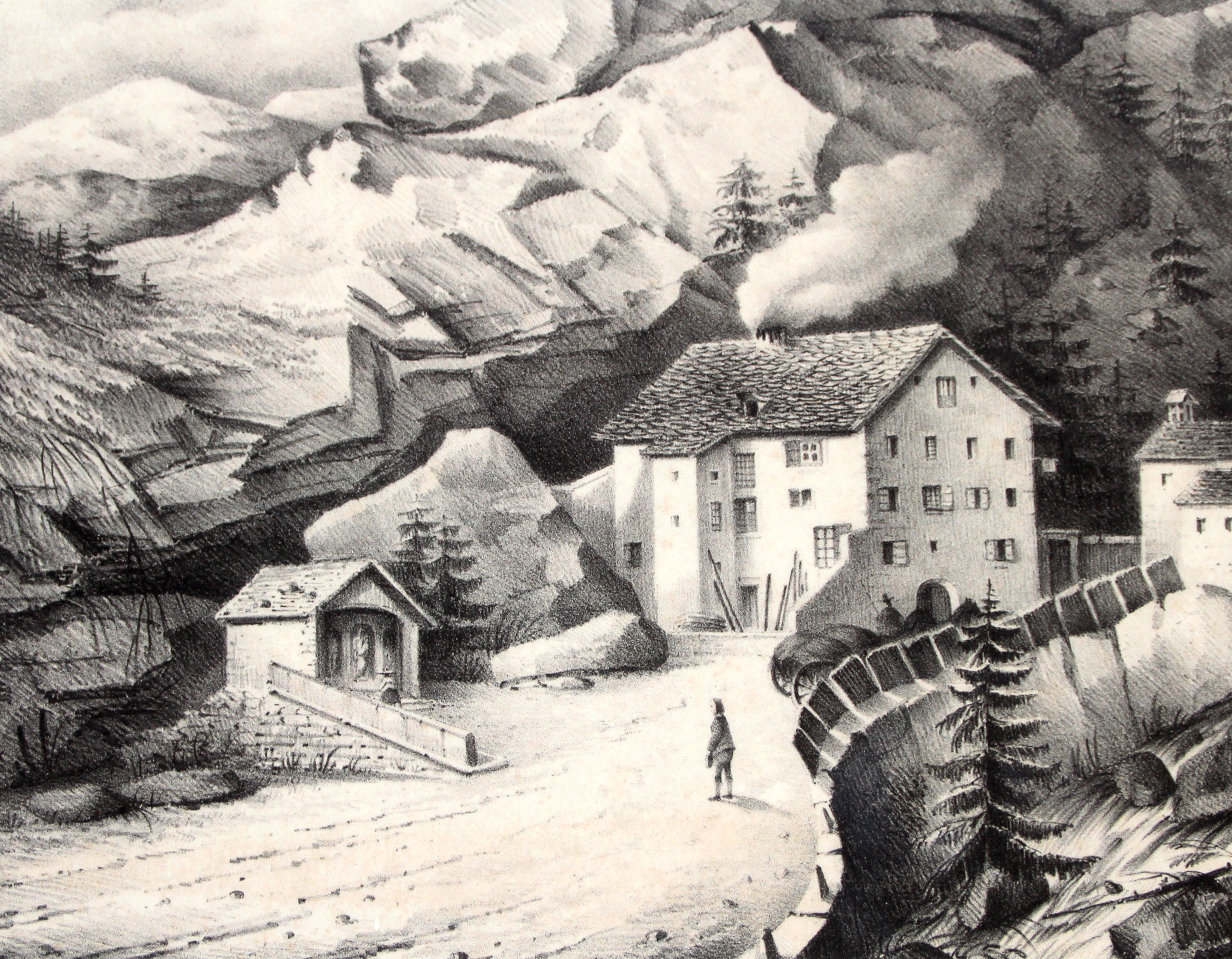
1840.